# Långholmen (ö i Lovisa, Nyland)
Långholmen är en ö i Finland. Den ligger i Finska viken och i kommunen Lovisa i landskapet Nyland, i den södra delen av landet. Ön ligger omkring 60 kilometer öster om Helsingfors.
Öns area är 7,8 hektar och dess största längd är 0,5 kilometer i sydöst-nordvästlig riktning.